# یلوه پاتوسی
یلوه پاتوسی (نام علمی: Rallina eurizonoides) نام یک گونه از تیره یلوگان است.